# Dyke (Adelsgeschlecht)

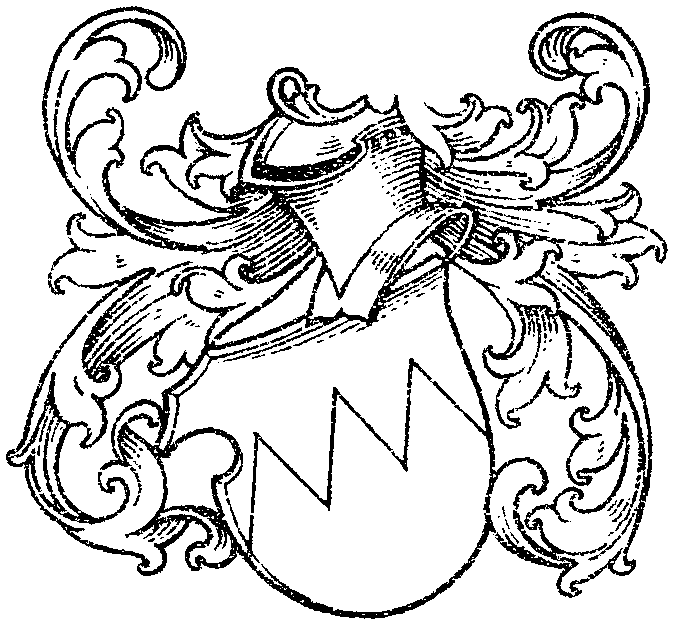
Wappen derer von dem Dyke zu Haus Dieck in Westkirchen im Wappenbuch des Westfälischen Adels

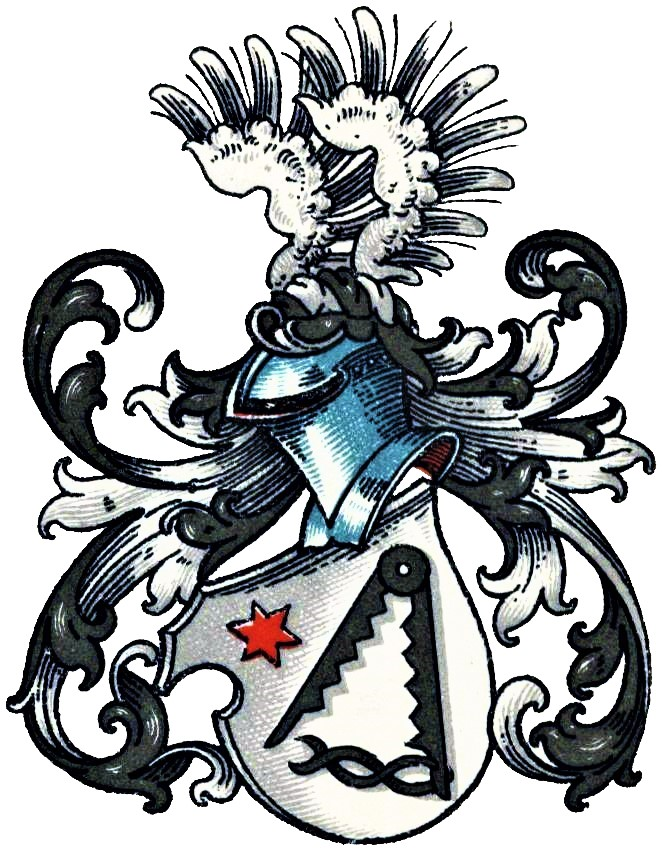
Wappen derer von dem Dyke zu Haus Dieck in Essen-Schonnebeck im Wappenbuch des Westfälischen Adels

Die Herren von dem Dyke (auch op dem / opden / opten / oppen Dycke / Dieck / Diek o. ä.) waren ein westfälisches Adelsgeschlecht.
Die hier behandelte Familie ist von dem wappenverschiedenen Weseler Patriziergeschlecht uppen/oppen Dyke und von dem ebenfalls wappenverschiedenen Dynastengeschlecht derer von Dyck zu Burg Dyck in Jüchen zu unterscheiden.

## Geschichte
Das Geschlecht stammt ursprünglich von Haus Dieck in Westkirchen, ein Lehen des Stifts Freckenhorst. Dort im Münsterländischen Westkirchen erscheint das Geschlecht ab 1276 bis Mitte des 16. Jahrhunderts und führte das unten beschriebene Pyramidenschnittwappen. Die Herren von Dyke waren auch Burgmannen auf Burg Sassenberg des Hochstifts Münster. 
Schon im 13. Jahrhundert kam eine Linie der Familie in den Herrschaftsbereich des Stifts Essen. Mit einer Urkunde vom 9. Mai 1278 überließ der Münsteraner Bischof Everhard von Diest tauschweise seinen Ministerialen Hugo de Diken der Äbtissin und dem Konvent des Stifts. Stammsitz der Linie im Essenschen war das nach der Familie benannte Haus Dieck in Essen-Schonnebeck, ab dem 16. Jahrhundert, nach Übernahme des Hauses durch die Herren von Port(z)en, „Haus Portendieck“ genannt. Als Dienstmannen und Vasallen der Essener Fürstäbtissin übernahmen die Essener Herren von dem Dyke das unten beschriebene Pferdeprammenwappen, das auch viele andere Geschlechter der Gegend führten, z. B. die Altendorf, op dem Berge, Carnap, Ense, Holtey oder Horst von Eickenscheidt. Die Herren von dem Dyke waren an verschiedenen Fehden im Niederrheinisch-Westfälischen Reichskreis beteiligt. Begütert war die Familie nicht nur im Essenschen, sondern als Essener Lehnsmänner auch in der Grafschaft Mark, im Klevischen, im Herzogtum Westfalen und im Münsterschen. Urkundlich finden sich 1337–1362 ein Ludwig oppen Dyke (1398†) sowie seine Witwe Irmgard und deren Tochter Aleyd, 1362 Ludwigs Sohn Hugo, 1384–1429 ein Heinrich oppen Dyke zu Bövinghausen und 1384–1430 dessen Bruder Rutger, der das Essener Lehngut Wynscheblaes besaß. Es folgten 1420 Evert up den Dycke genannt Kroß, der an einer Klevischen Fehde  gegen das Herzogtum Berg beteiligt war, 1422–1428 Ludwig oppen Dyke, Lehnsnehmer des Essener Guts Bertelwick samt Zehnt zu Rönsahl und Rothove, ca. 1466 bis 1481 Derik uppen / opten Dyke, 1481 dessen Bruder Pilgrim sowie schließlich Deriks Sohn, Bernd uppen Dyke, 1508. In der ersten Hälfte des 16. Jahrhunderts erlosch das Geschlecht im Mannesstamm. Ihre Nachfolger in den Essener Gütern waren die Herren von der Port(z)en.

## Wappen
- Blasonierung des Wappens derer von dem Dyke zu Haus Dieck in Westkirchen: Der Schild durch drei Spitzen (Pyramidenschnitt) geteilt.[7] Die Tingierung des Schilds und der Helmdecke sowie die Helmzier sind nicht bekannt.
- Blasonierung des Wappens derer von dem Dyke zu Haus Dieck in Essen-Schonnebeck: In Silber eine rechtsschräg gestellte, schwarze Pferdepramme, im rechten Oberwinkel ein roter Stern. Auf dem schwarz-silbern bewulsteten Helm ein silberner Flug. Die Helmdecken sind schwarz-silbern.[8]
Abweichend zeigt das an einer Urkunde von 1362 hängende Siegel vom Essener Ludwig oppen Dyke, Vater von Hugo und Lisa, einen mit einem Federbusch versehenen Ritterhelm im Schild. Das Siegel des Sohnes Hugo jedoch zeigt die Pferdepramme.[9]